# Claudio Barrientos
Claudio Barrientos, född 10 november 1935 i Osorno, död 7 maj 1982, var en chilensk boxare.
Barrientos blev olympisk bronsmedaljör i bantamvikt i boxning vid sommarspelen 1956 i Melbourne.